# Banderas lésbicas
Las banderas lésbicas son símbolos de la lucha de la comunidad lésbica. Si bien hay varios, ningún diseño/proyección para la bandera lesbiana ha sido ampliamente adoptado como oficial, ya que estas pueden excluir a personas que quieran ser parte de la comunidad, aunque existen preferencias personales.

## Historia
La bandera lesbiana labrys fue creada en 1999 por el diseñador gráfico Sean Campbell y publicada en la edición de junio de 2000 de Palm Springs de la edición Gay and Lesbian Times. El diseño involucra la labrys, una especie de hacha de dos cabezas, superpuesta al triángulo negro invertido, sobre un fondo violeta. Entre sus funciones, la labrys se asoció como arma utilizada por las amazonas de la mitología. En la década de 1970, la comunidad lesbiana feminista lo adoptó como símbolo de empoderamiento. Las mujeres consideradas asociales por el Tercer Reich por no ajustarse al ideal nazi de mujer, entre ellas las mujeres homosexuales, fueron condenadas a campos de concentración y se utilizó un emblema de triángulo negro invertido para identificarlas. Algunas lesbianas reclamaron este símbolo como los gais reclamaron el triángulo rosa (muchas lesbianas también reclamaron el triángulo rosa, aunque las lesbianas no estaban incluidas en el párrafo 175 del código penal alemán porque todavía eran perseguidas). El color violeta a asociarse con las lesbianas a través de la poesía de Safo.
La bandera lesbiana "rosa" consta de seis tonos de rojo y rosa con una barra blanca en el centro. El diseño es una iteración de la bandera lesbiana lipstick, que incluye un beso rojo y apareció en el weblog This Lesbian Life en 2010. La bandera lesbiana con lipstick solo representa a "mujeres homosexuales que tienen una expresión de género más femenina" y no ha sido ampliamente adoptada; pues excluye a las lesbianas butch. Sin embargo, ignorando los problemas detrás de esta bandera, su variante rosa sin un beso ha atraído más uso. Pero siempre ha sido criticado por las lesbianas butch y marimacho. La idea de la bandera lesbiana con pintalabios de 2010 supuestamente se copió de un diseño de bandera titulado "Cougar Pride" publicado en Flickr en 2008. La bandera contiene un beso rojo oscuro superpuesto a una mezcla de siete rayas de colores rojo, rosa, blanco y beige.
Se crearon varias banderas lésbicas para reemplazar la lipstick, pero solo la bandera del atardecer se hizo lo suficientemente popular como para que la lipstick cayera en desuso. La bandera lesbiana "sunset" (ocaso) o "naranja-rosa", inspirada en la bandera rosada 'lipstick', se introdujo en Tumblr en 2017 en su versión original de siete franjas, con colores naranja oscuro que representan 'disconformidad de género', naranja para 'independencia', naranja claro para 'comunidad', blanco para 'relaciones únicas con la feminidad', rosa para 'serenidad y paz', rosa polvoriento para 'amor y sexo' y rosa oscuro para femmes. La bandera también incluyó a mujeres trans. Una versión con el logotipo de cinco rayas se derivó de los colores de 2017 en 2018. La 'bandera Lesbian Sappho' es morada, rosa, amarilla y verde, inspirada en poemas de Safo, creada por Lydia en 2018. Otra bandera es la variante de tres colores, morado, rosa y naranja. Una versión, un poco popular, es la de arcoíris con venus doble en cantón.

## Controversias
Algunas banderas lésbicas han sido controvertidas por diferentes motivos. La bandera lésbica lipstick ha sido criticada por excluir a las lesbianas butch, y algunos miembros de la comunidad lesbiana tampoco consideran que la bandera lesbiana rosa derivada incluya a las butches. Algunos también señalan que la creadora de la bandera lesbiana lipstick publicó comentarios racistas, bifóbicos y transfóbicos en línea. Sin embargo, se hicieron denuncias de plagio contra el diseño de esta bandera, que se parecía a la bandera del orgullo Cougar diseñada por Fausto Fernós en 2008. La bandera lésbica labrys ha sido criticada por su uso por parte de TERFs y porque fue diseñada originalmente por un hombre.

## Galería

Bandera labrys creada en 1999
Bandera arcoíris con doble Venus (⚢)
Bandera inspirada en poemas de Safo, 2018
Variante de tres colores, morado, rosa y naranja, 2018
Ilustración de lipstick lesbian, creada en 2010
Bandera rosa derivada de lipstick lesbian
Bandera de butch y rosa, creada en 2017
Variante de 5 rayas creada en 2018
Bandera labrys sin triángulo

## Banderas en eventos

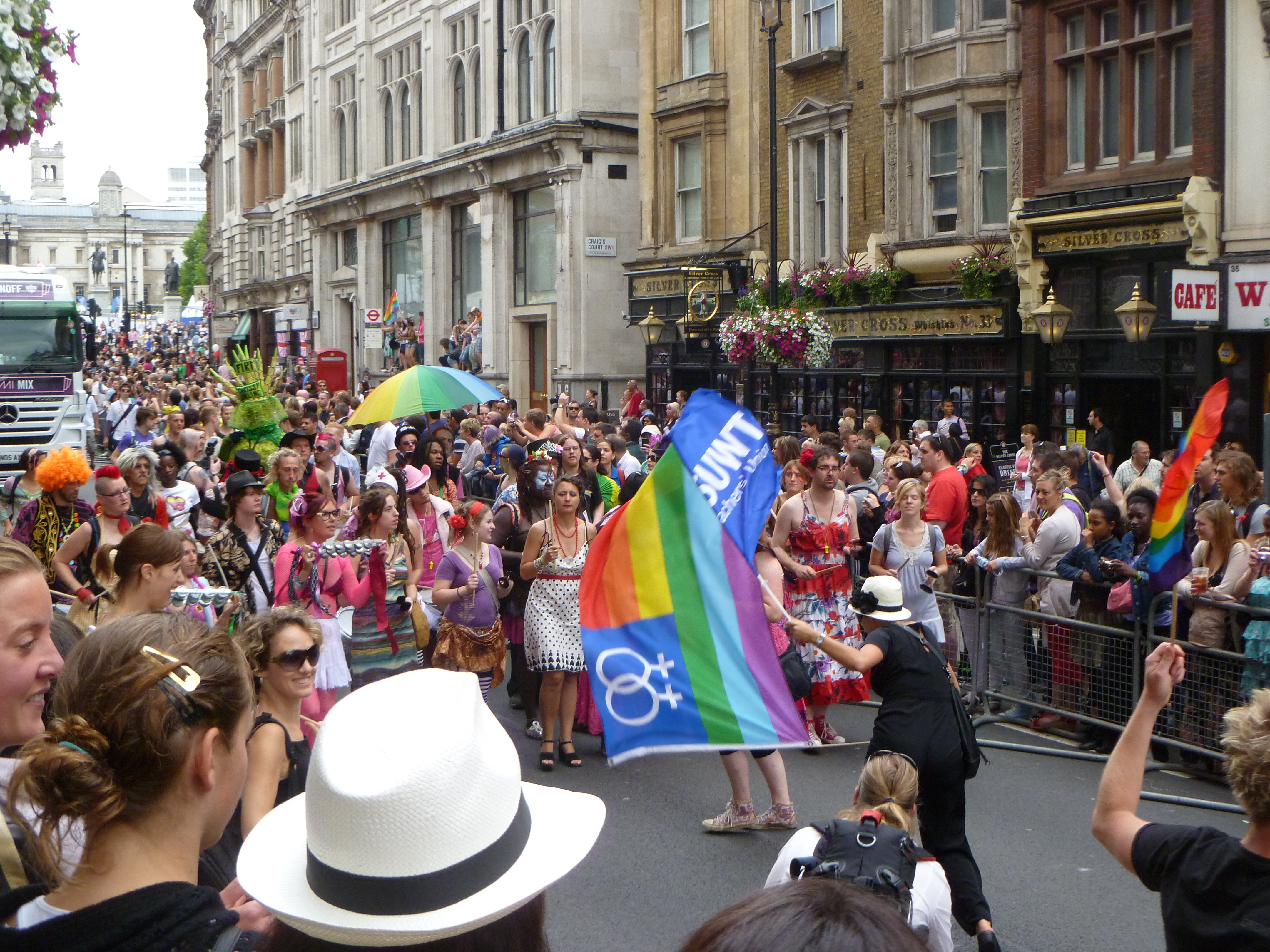
Bandera arcoíris de duplo Venus en marcha London Pride, Inglaterra, 2011
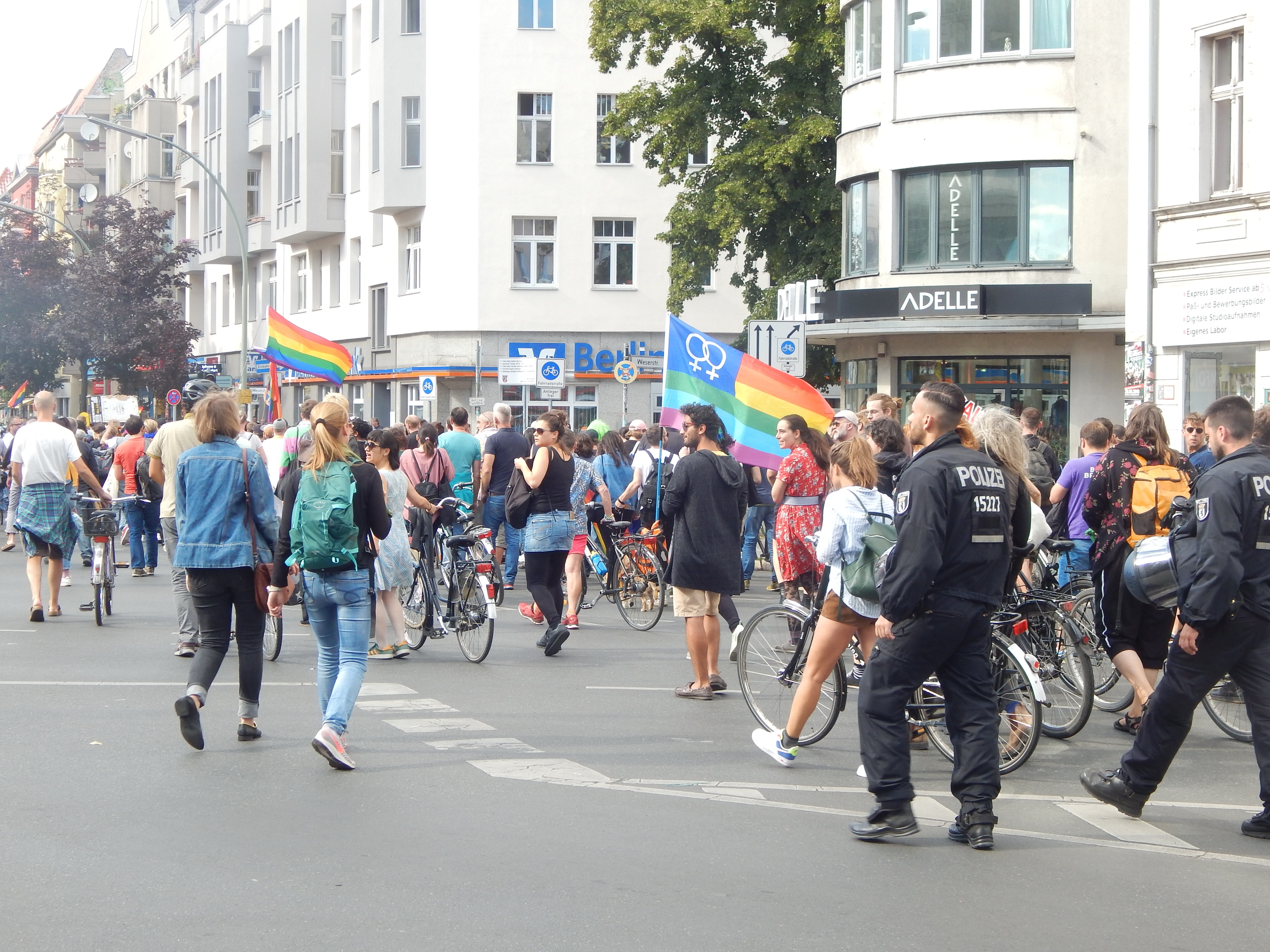
Bandera arcoíris de duplo Venus en muestra de solidaridad Istanbul Pride, Berlín, Alemania, 2018
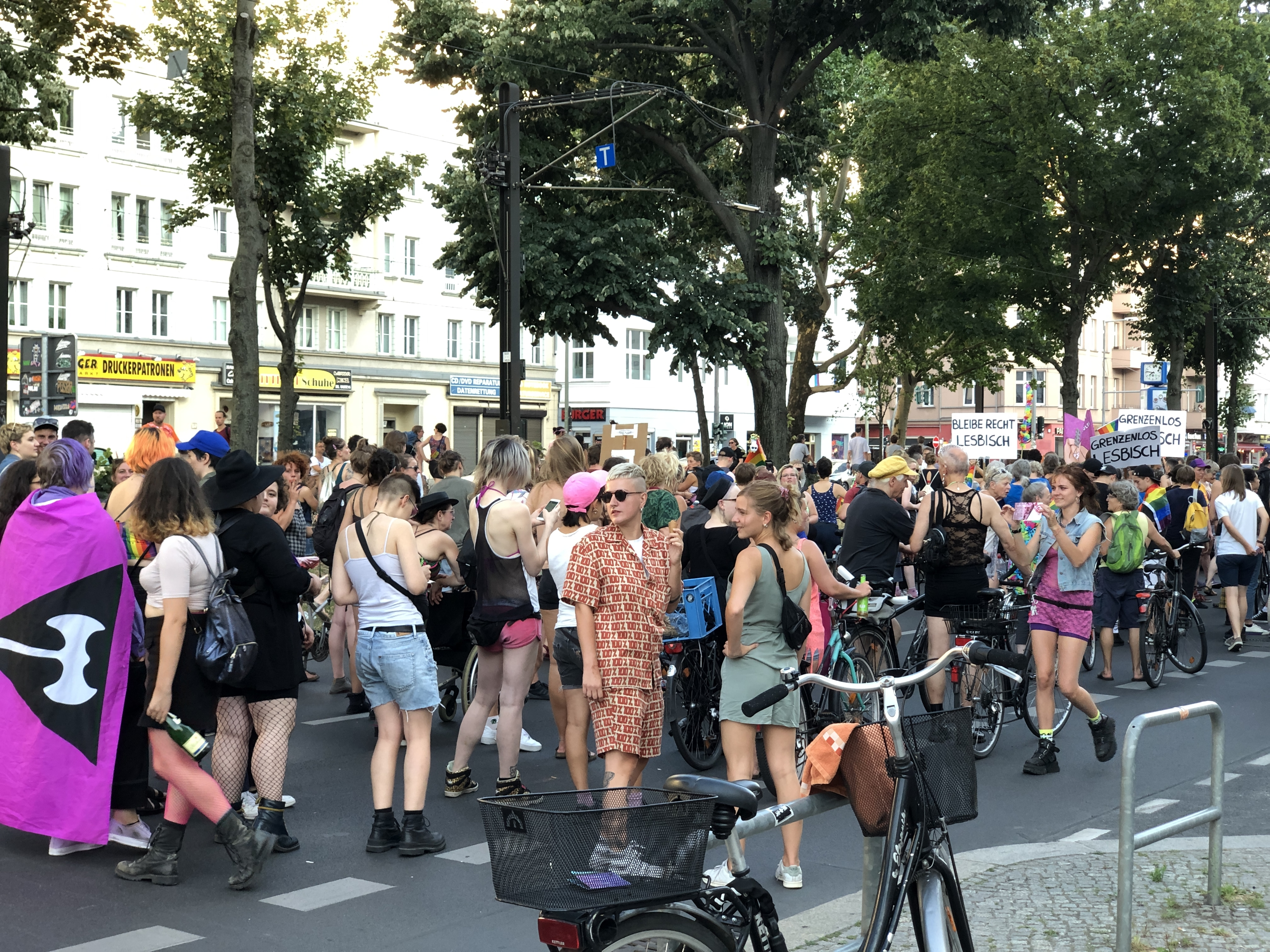
Bandera labrys en la Dyke March, Alemania, 2019
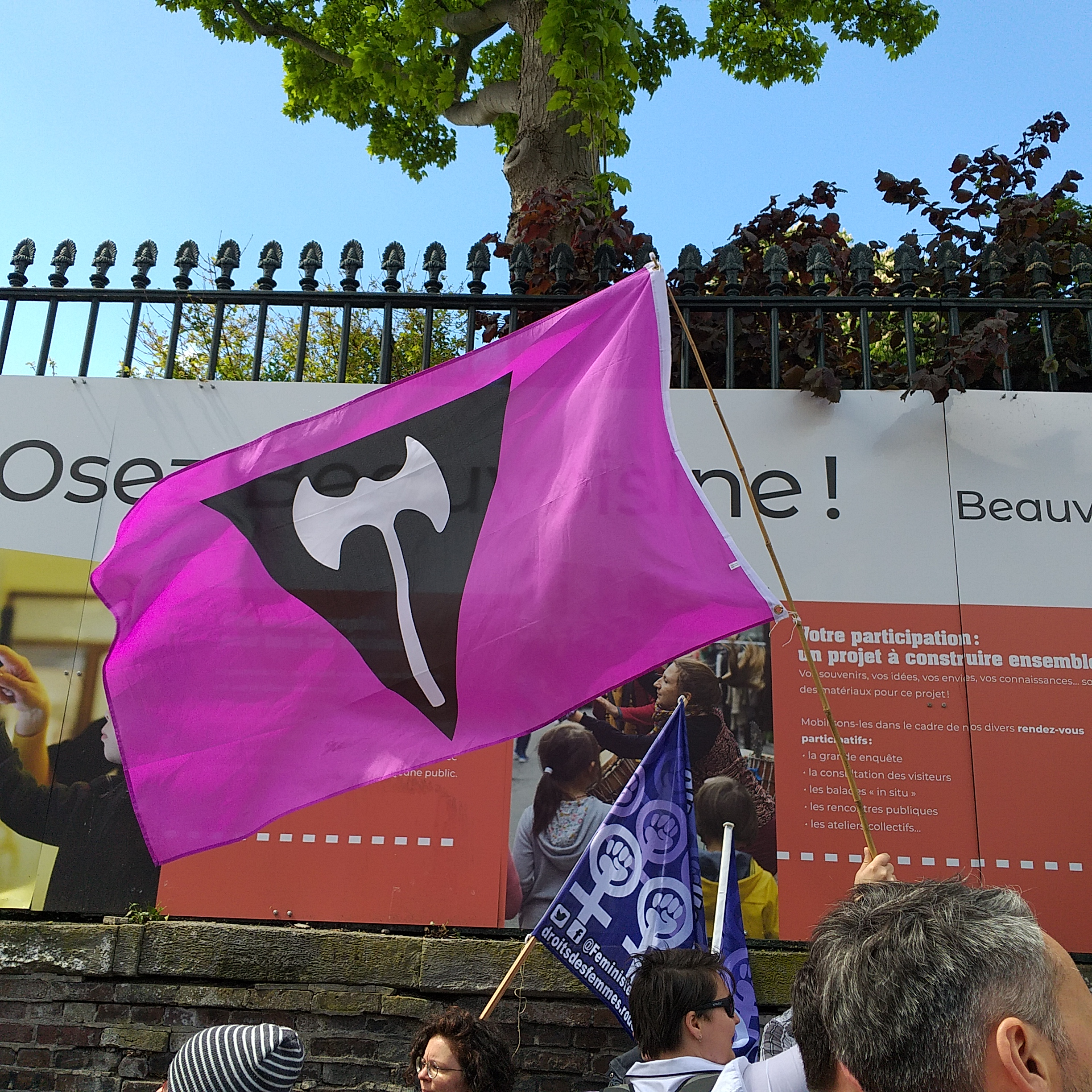
Bandera labrys en la marcha del orgullo, Ruan, Francia, 2019
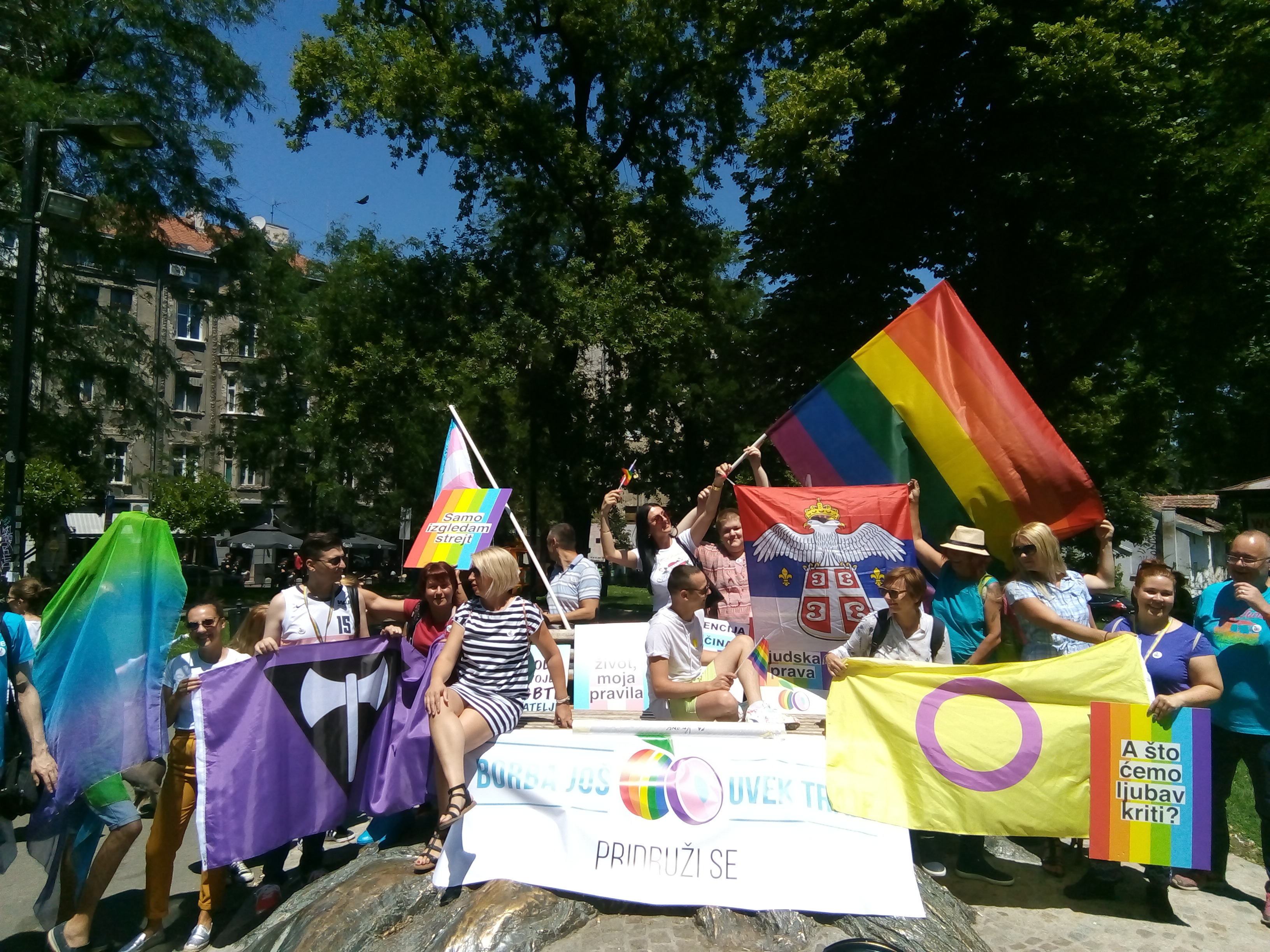
Bandera labrys en Pride Serbia, Belgrado, Serbia, 2019
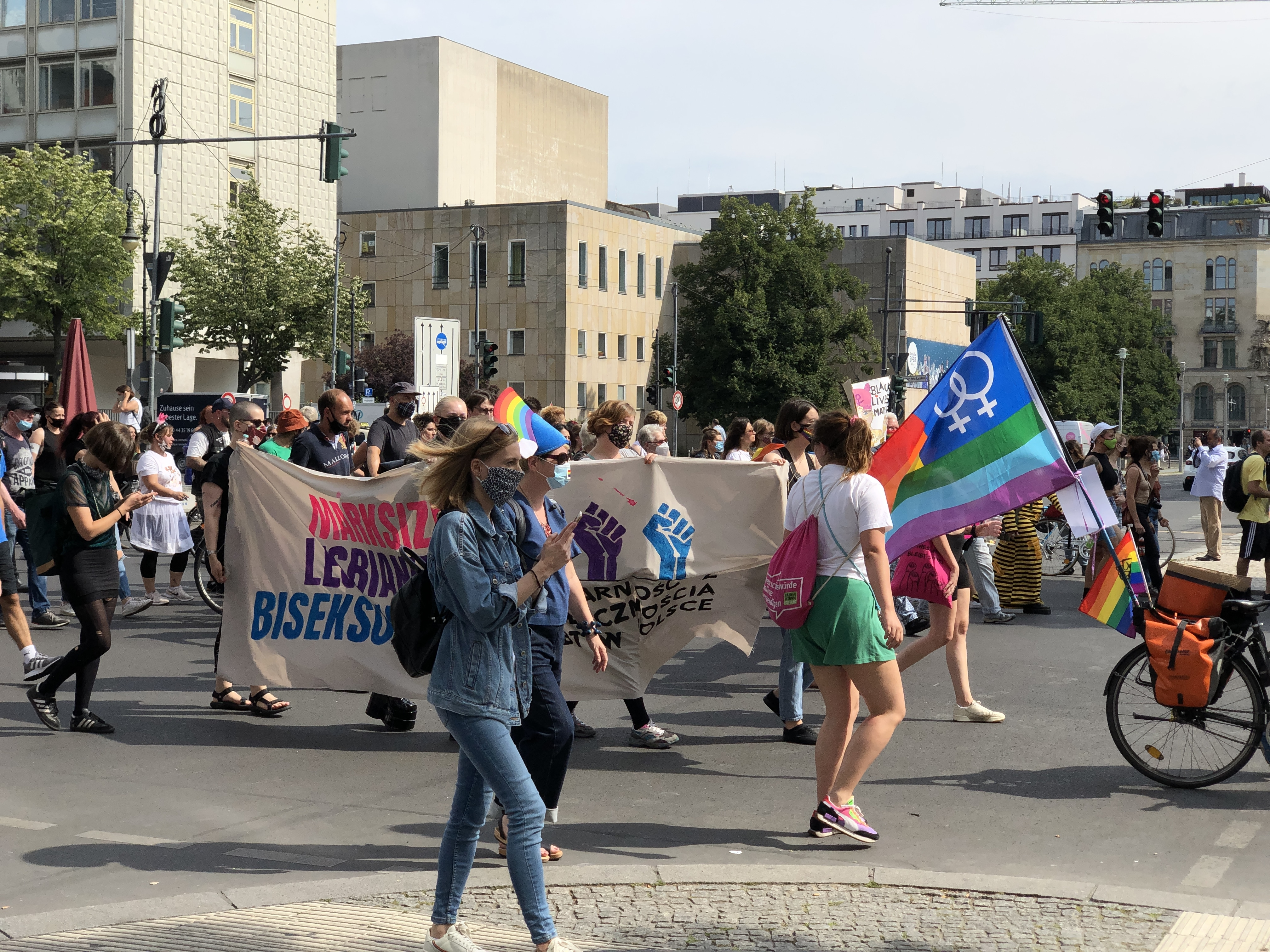
Bandera arcoíris de duplo Venus en la Dyke March de Berlín, Alemania, 2020
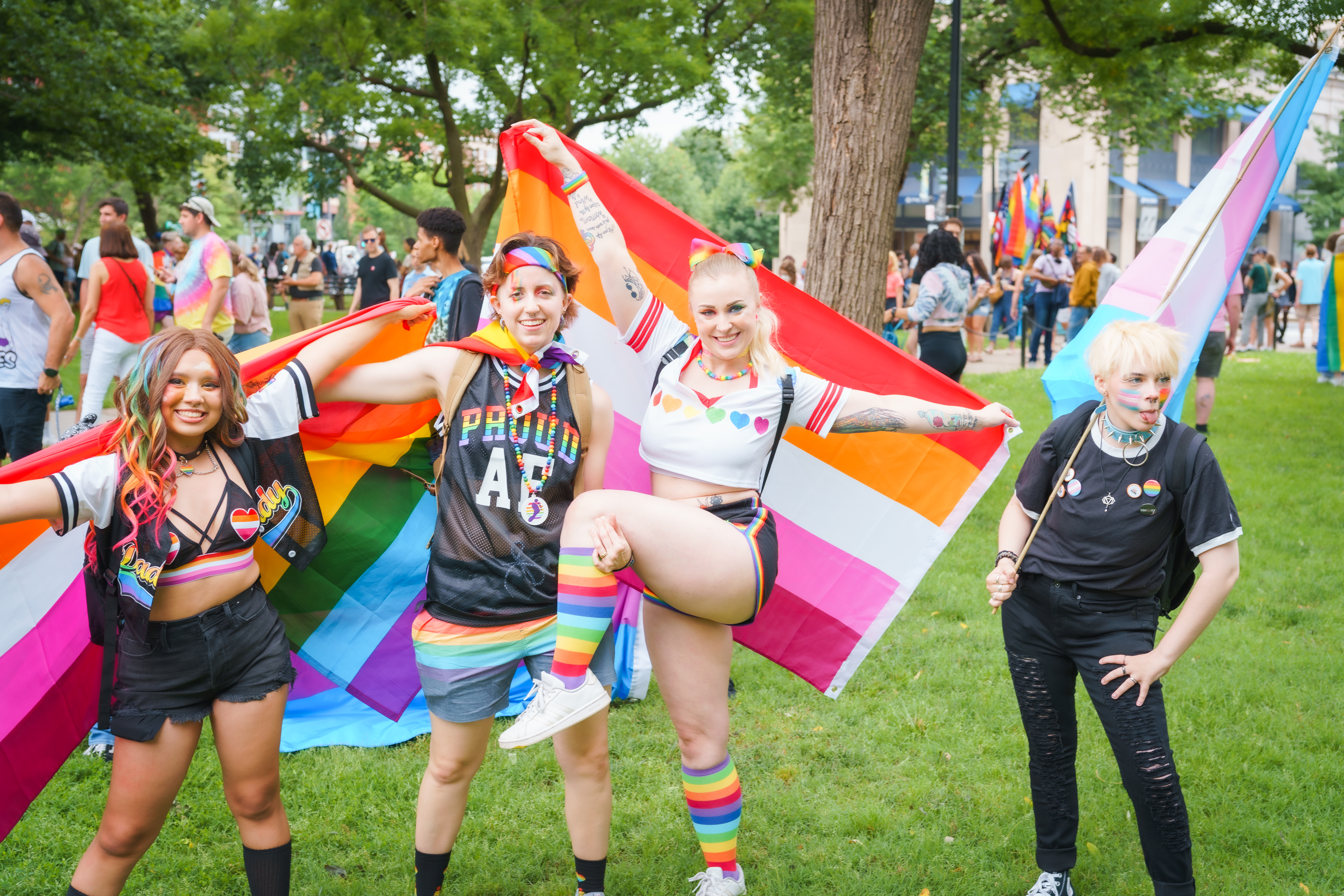
Banderas de cinco rayas en Capital Pride Walk de Washington, D.C., EUA, 2021